# Schizomyia clerodendri
Schizomyia clerodendri är en tvåvingeart som beskrevs av Mani 1986. Schizomyia clerodendri ingår i släktet Schizomyia och familjen gallmyggor. Inga underarter finns listade i Catalogue of Life.